# Katharina Bosse
Katharina Bosse (nascida em 1968) é uma fotógrafa finlandesa.
O seu trabalho está incluído nas colecções do Museu de Belas Artes de Houston, do Centro Pompidou, em Paris, e do Museu de Arte Moderna de Nova York.